# Коллеретто-Джакоза
Коллеретто-Джакоза (итал. Colleretto Giacosa) — коммуна в Италии, располагается в регионе Пьемонт, в провинции Турин.
Население составляет 627 человек (2008 г.), плотность населения составляет 157 чел./км². Занимает площадь 4 км². Почтовый индекс — 10010. Телефонный код — 0125.
Покровителем коммуны почитается святой Феликс, празднование в третье воскресение октября.

## Демография
Динамика населения:

## Администрация коммуны
- Официальный сайт: http://www.comune.collerettogiacosa.to.it/